# Monster Strike
Monster Strike (モンスターストライク) là một trò chơi vật lý di động với các yếu tố RPG, game chiến thuật và nhiều người chơi hợp tác. Nó được phát triển bởi Mixi cho nền tảng iOS và Android. Trò chơi được đồng sáng tạo bởi Yoshiki Okamoto. Ở Nhật Bản, tên của nó thường được rút ngắn thành MonSt (モ ン ス ト). Đến ngày 30 tháng 6 năm 2015, trò chơi có doanh thu hàng ngày là 4,2 triệu đô la, thu về hơn 1 tỷ đô la trong năm 2015. Trò chơi sau đó đã thu về 1,3 tỷ đô la trong năm 2016, và 1,3 tỷ đô la khác trong năm 2017. Một game nhập vai truyền thống của Monster Strike đã được phát hành cho Nintendo 3DS vào tháng 12 năm 2015.
Trò chơi có thể được tóm tắt như một chéo giữa Pokémon của Nintendo và Metal Walker của Capcom; trước đây ở đó nó tập trung xung quanh việc thu thập quái vật và sau đó trong trận chiến diễn ra bằng cách sử dụng cơ khí phóng.
Trò chơi được chuyển thể thành anime trong năm 2015. Một bộ phim chuyển thể anime có tựa đề Monster Strike The Movie được phát hành vào ngày 10 tháng 12 năm 2016. Một bộ phim hoạt hình thứ hai, có tựa đề Monster Strike The Movie: Sora no Kanata, sẽ được phát hành vào tháng 10 năm 2018 Nhật Bản.